# Atletica leggera ai XII Giochi panafricani - Salto in alto maschile
La specialità del salto in alto maschile ai XII Giochi panafricani si è svolta il 30 agosto 2019 a Rabat, in Marocco.
La competizione è stata vinta dal sudafricano Mpho Links, che ha preceduto il keniano Mathew Sawe (argento) e il connazionale Breyton Poole (bronzo).

## Programma
| Data           | Ora | Evento |
| -------------- | --- | ------ |
| 30 agosto 2019 |     | Finale |

## Podio
| Oro     | Mpho Links Sudafrica    |
| Argento | Mathew Sawe Kenya       |
| Bronzo  | Breyton Poole Sudafrica |

## Risultati

### Finale
| Class   | Nome                 | Nazione      | 1.90 | 2.00 | 2.10 | 2.15 | 2.20 | 2.23 | Risultato | Note |
| ------- | -------------------- | ------------ | ---- | ---- | ---- | ---- | ---- | ---- | --------- | ---- |
| Oro     | Mpho Links           | Sudafrica    | –    | –    | xo   | xo   | xxo  | xxx  | 2.20      |      |
| Argento | Mathew Sawe          | Kenya        | –    | –    | o    | o    | xxx  |      | 2.15      |      |
| Bronzo  | Breyton Poole        | Sudafrica    | –    | o    | o    | xxo  | xxx  |      | 2.15      |      |
| 4       | Aobakwe Nkobela      | Botswana     | o    | o    | o    | xxx  |      |      | 2.10      |      |
| 4       | Lim Koungduop        | Etiopia      | o    | o    | o    | xxx  |      |      | 2.10      |      |
| 4       | Kabelo Kgosiemang    | Botswana     | –    | o    | o    | xxx  |      |      | 2.10      |      |
| 7       | Tshwanelo Aabobe     | Botswana     | –    | –    | xo   | xxx  |      |      | 2.10      |      |
| 8       | Norris Brioche       | Seychelles   | o    | o    | xxx  |      |      |      | 2.00      |      |
| 8       | Mieguery Kwenda      | Zimbabwe     | o    | o    | xxx  |      |      |      | 2.00      |      |
| 8       | Mohamed Younes Idris | Sudan        | –    | o    | xx–  | x    |      |      | 2.00      |      |
| 11      | Munyaradzi Chadenga  | Zimbabwe     | o    | xo   | xxx  |      |      |      | 2.00      |      |
| 11      | Noe Onadja           | Burkina Faso | o    | xo   | xxx  |      |      |      | 2.00      |      |
| 13      | Omamuyovwi Erhire    | Nigeria      | o    | xxo  | xxx  |      |      |      | 2.00      |      |
| dns     | Adire Gur            | Etiopia      |      |      |      |      |      |      | dns       |      |
| dns     | Marouane Kacimi      | Marocco      |      |      |      |      |      |      | dns       |      |